# Дуговая сталеплавильная печь
Дуговая сталеплавильная печь — электрическая плавильная печь, в которой для плавки металлов и других материалов используется тепловой эффект электрической дуги. Печь применяют для производства легированных сталей.

## Общее описание дуговой электропечи
В обозначении дуговой сталеплавильной печи, как правило, присутствует её ёмкость в тоннах (например, ДСП-12). Диапазон печей варьируется от 1 до 400 тонн. Температура в ДСП может достигать 1800 °C. Основными элементами дуговой сталеплавильной печи (ДСП) являются: рабочее пространство, включающего в себя ванну и верхнее пространство над ванной, механизм перемещения электродов с электрододержателями, электрооборудование, система регулирования электрических режимов. Рабочее пространство образуется огнеупорной футеровкой, сделанной из кирпичной кладки и набойки. Футеровка может быть кислой, основной, нейтральной. Она разделяется на три части: свод, стенки и под. Ванна — часть рабочего пространства, вмещающая жидкую сталь и шлак. Верхнее пространство над ванной — часть рабочего пространства, предназначенная для размещения первоначального объёма твердой (кусковой) шихты и отдаления свода печи от ванны и электрических дуг. Электрододержатели (клещевидные или клиновые) — часть конструкции механизма перемещения электродов, предназначенная для зажима и удержания электродов. Электрооборудование дуговой сталеплавильной печи включает оборудование печной подстанции, обеспечивающее электропитание печей, и оборудование, снабжающее энергией технологические механизмы печи: перемещения электродов, открытия-закрытия свода, наклона печи и т. д.
Система регулирования электрических режимов включает комплекс средств, обеспечивающих поддержания необходимых значений тока, напряжения, мощности. Основу этой системы составляет регулятор мощности электрической дуги. Регулирование мощности электрической дуги производится программно-адаптивным регулятором, который с помощью привода перемещает электроды в вертикальной плоскости. Известны регуляторы электрической дуги с электромеханическим приводом, которые вследствие своей инерционности не получили большого распространения и сейчас практически полностью вытеснены регуляторами с электрогидравлическим приводом. Перемещение электрода вверх или вниз изменяет длину дуги и величину электрических характеристик. При перемещении электрода вверх длина дуги увеличивается, что приводит к увеличению напряжения и снижению силы тока. При перемещении электрода вниз длина дуги уменьшается, что приводит к увеличению силы тока и уменьшению напряжения. При касании электродом твердой шихты возникает короткое замыкание.
Принцип регулирования мощности состоит в регулировании длины дуги на выбранной ступени напряжения трансформатора. Переключение ступеней напряжения трансформатора осуществляется с централизованного пункта. Практикуется также использование дифференциальных регуляторов мощности, использующих в своей структуре тиристоры. Они реализуют способ регулирования мощности на основе поддержания постоянства отношения напряжения к силе тока и используют обратную связь по частоте вращения электродвигателя привода электродов.
Как правило, ДСП имеет индивидуальное электроснабжение через так называемый «печной» трансформатор, подключённый к высоковольтной линии электропередач. Мощность трансформатора может достигать 300 МВА. Его вторичное напряжение находится в пределах от 50 до 300 В (в современных печах до 1200 В), а первичное от 6 до 35 кВ (для высокомощных печей до 110 кВ). Вторичное напряжение регулируется при помощи ступенчатого переключателя, который сохраняет свою работоспособность в режиме плавки.
Плавка стали производится в рабочем пространстве печи, которое ограничено сверху куполообразным сводом, снизу и с боков, соответственно, сферическим подом и стенками, кожух которых изнутри выложен огнеупорным материалом. Съёмный свод может быть набран из огнеупорных кирпичей, опирающихся на опорное кольцо, или, как и стенки печи, может быть сделан из водоохлаждаемых панелей. Через три симметрично расположенных в своде отверстия в рабочее пространство введены токопроводящие графитовые электроды, которые с помощью специальных механизмов могут перемещаться вверх и вниз. Печь обычно питается трёхфазным электрическим током, также существуют печи постоянного тока. Современная мощная дуговая печь используется преимущественно как агрегат для плавки шихты и получения жидкого полупродукта, который дальнейшей обработкой доводят до требуемого химического состава.
Плавка включает в себя несколько этапов: плавление, окислительный период, восстановительный период. Каждый из режимов требует решения вопроса о рациональном распределении мощности по этапам процесса, формирующем директивные графики плавки. В начальный момент плавления твердой шихты не подводят максимальную мощность, чтобы не допустить термического износа футеровки, так как электроды открыты. В результате формирования электрической дуги в твердой шихте начинается проплавление колодцев. Электроды, опускаясь в колодцы, экранируются шихтой от футеровки, что дает возможность перейти в режим максимальной мощности. После полного расплавления шихты электроды снова открываются, и для предотвращения термического износа футеровки подводимая мощность снова уменьшается. Поиск оптимальных директивных графиков ведения плавки относится к числу наиболее важных задач, так как преследует цель снижения затрат технологической электроэнергии.

## История
Впервые в мире возможность использования дуги для плавления металлов была показана В. В. Петровым в 1803 году. Петров показал, что с помощью такой дуги можно не только расплавлять металлы, но и восстанавливать их из окислов, нагревая их в присутствии углеродистых восстановителей. Кроме того, ему удалось получить сваривание металлов в электрической дуге.
В 1810 году Гемфри Дэви провёл экспериментальную демонстрацию горения дуги. В 1853 году Пишон попытался построить электротермическую печь. В 1878-79 годах Вильгельм Сименс получил патент на электрическую печь дугового типа. В 1899 году появилась первая дуговая сталеплавильная печь прямого действия, построенная Эру.
Хотя ДСП применялись во время второй мировой войны для получения сплавов стали, широкое распространение технология получила только после окончания военных действий.

## Процесс выплавки

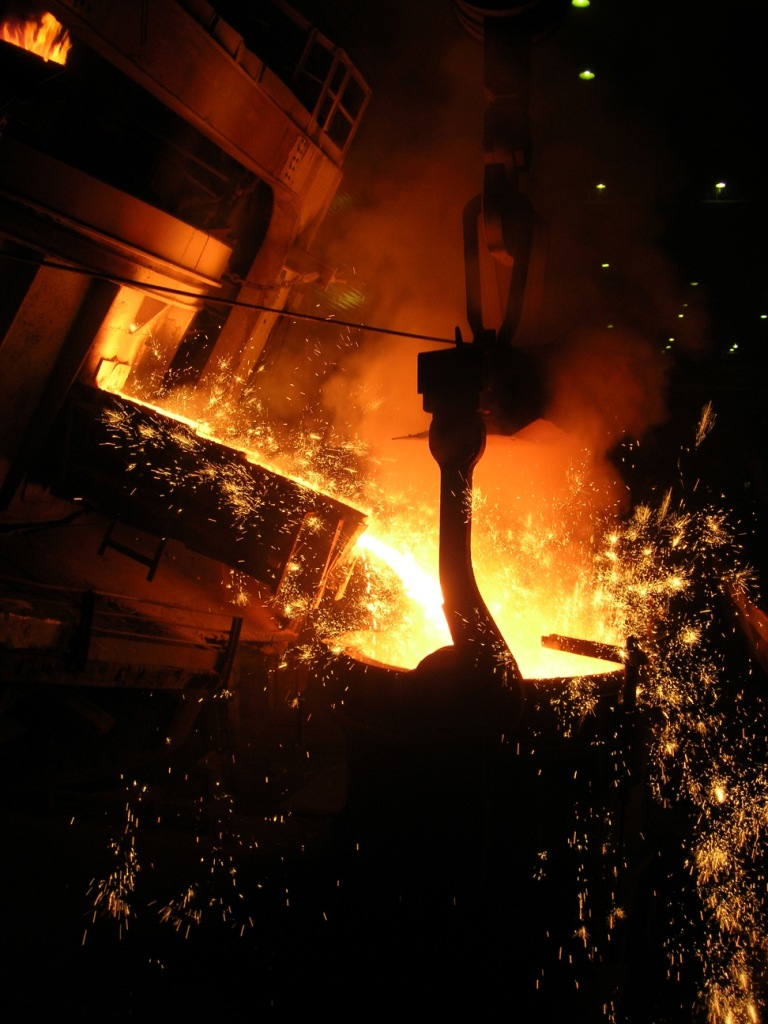
Переливание металла в промежуточный ковш

Плавка в ДСП, после осмотра печи и ремонта пострадавших участков футеровки (заправка), начинается с завалки шихты. В современные печи шихту загружают сверху при помощи загрузочной бадьи (корзины). Для предохранения подины от ударов крупными кусками шихты на дно бадьи загружают мелкий лом. Для раннего шлакообразования в завалку вводят известь в количестве 2-3 % от массы металлической шихты. После окончания завалки в печь опускают электроды, включают высоковольтный выключатель и начинают период плавления. На данном этапе возможна поломка электродов (при плохой проводимости между электродом и шихтой исчезает электрическая дуга и электрод упирается в непроводящий кусок шихты). Регулирование отдаваемой мощности осуществляется изменением положения электродов (длины электрической дуги) либо напряжения на электродах. После периода расплавления в печи образуется слой металла и шлака. Шлак скачивают через шлаковую летку (рабочее окно), постоянно присаживая шлакообразующие в течение всего периода плавления с целью удаления фосфора из расплава. Шлак вспенивают углеродсодержащими материалами для закрытия дуг, для лучшей его скачиваемости и уменьшения угара металла.
Выпуск готовой стали и шлака в стальковш осуществляется через сталевыпускное отверстие и жёлоб путём наклона рабочего пространства (или, если печь оборудована вместо жёлоба донным выпуском, то через него). Рабочее окно, закрываемое заслонкой, предназначено для контроля за ходом плавки (замер температуры металла и отбор пробы химического состава металла). Также рабочее окно может использоваться для подачи шлакообразующих и легирующих материалов (на малых печах). На современных сверхмощных печах подача шлакообразующих во время плавки осуществляется конвейерной подачей через специальное отверстие в своде. Углеродистые материалы для вспенивания шлака подаются в печь либо порционно через свод, либо вводятся инжекционными горелками струёй сжатого воздуха. Перед выпуском и во время выпуска в стальковш добавляются легирующие и раскислители, а при отсекании печного шлака ещё и шлакообразующие материалы.

## Преимущества ДСП
Использование электрической энергии (электрического тока), возможность расплавить шихту (металлолом) практически любого состава, точное регулирование температуры металла и его химического состава подтолкнуло промышленность к использованию ДСП в ходе второй мировой войны для производства легированной стали, качественного литья и, как следствие, деталей оружия и боеприпасов. Сегодня дуговые сталеплавильные печи производят различные сорта сталей и чугунов, а также могут являться источником сырья (полупродукта) для АКП и МНЛЗ.

## Недостатки
Высокий местный перегрев под электродами; трудность перемешивания и усреднения химического состава стали; значительное количество продуктов горения и шума во время работы.

## Автоматизация выплавки стали в ДСП
Основными задачами автоматизированного управления процессом плавки являются:
1. Централизованный контроль технологического процесса и работы печи с выдачей информации о регистрации и сигнализации отклонений от заданных значений.
2. Управление технологическим процессом.
3. Управление энергетическим режимом, обеспечивающие максимальное использование мощности печи.
4. Управление вспомогательными операциями.
5. Сбор и отборка информации с выдачей необходимой документации.
6. Контроль за работой оборудования с сигнализацией и регистрацией неисправностей[2].

Современные взгляды на вопросы автоматизированного управления процессами электродуговой плавки основаны на необходимости решения двух задач: создание оптимальной структуры электродуговых печей как электротехнологических комплексов и синтез оптимального управления физико-химическими процессами, протекающими в системе «расплав — футеровка — шлак — атмосфера».